# Abel Mathieu
Abel Mathieu (* um 1520 in Chartres; † nach 1572) war ein französischer Jurist und Romanist.

## Leben und Werk
Abel Mathieu, sieur des Moystardières, veröffentlichte im 16. Jahrhundert  mit Widmung an Johanna III. (Navarra)  Schriften zur französischen Sprache, die in mancher Hinsicht die normative Sprachauffassung des 17. Jahrhunderts (François de Malherbe) vorwegnehmen und die deshalb 2008 neu herausgegeben wurden.

## Werke
- Devis de la langue française, 1559, suivi du Second Devis et principal propos de la langue française, 1560, Genf 1972; hrsg. von Alberte Jacquetin-Gaudet, Paris 2008. Classiques Garnier, Paris 2023.
- Devis de la langue francoise, fort exquis, et singulier. Avecques un autre Devis, et propos touchant la Police, et les Estatz, Paris 1572